# Matthias Baltes
Matthias Baltes (* 13. April 1940 in Bardenberg; † 21. Januar 2003 in Münster) war ein deutscher Klassischer Philologe. In seinen Forschungen befasste er sich hauptsächlich mit den Platonikern.

## Leben
Baltes machte sein Abitur am Kaiser-Karls-Gymnasium in Aachen und studierte anschließend an der Johannes Gutenberg-Universität Mainz Klassische Philologie, Philosophie und Geschichte bei Walter Marg sowie zeitweise an der Universität Bern bei Willy Theiler. In Mainz promovierte er 1968 mit einem Kommentar zu „Über die Natur des Kosmos und der Seele“ des Pseudo-Timaios von Lokroi und wechselte anschließend als wissenschaftlicher Assistent an die Westfälische Wilhelms-Universität in Münster. Mit dem zweibändigen Werk „Die Weltentstehung des Platonischen Timaios nach den antiken Interpreten“ habilitierte sich Baltes 1974. Von 1977 bis zu seinem Tod war er außerplanmäßiger Professor in Münster.
Sein umfangreichstes Projekt sollte die von Heinrich Dörrie begonnene Reihe „Der Platonismus in der Antike“ werden, die er nach Dörries Tod 1983 übernahm. Zusammen mit Annemarie Dörrie und einem Schüler Heinrich Dörries, Friedhelm Mann, hat Matthias Baltes das Werk so weitergeführt, dass der erste Band 1987 erscheinen konnte. Bis 2002 veröffentlichte Baltes in regelmäßigen Abständen fünf weitere Bände. Daneben stammen von Baltes eine große Anzahl von Aufsätzen, Artikeln und Rezensionen.

## Academia Platonica Septima Monasteriensis
Im Oktober 1999 gründete Baltes zusammen mit zahlreichen Wissenschaftlern aus ganz Europa (darunter Barbara Aland, Jens Halfwassen und Thomas Leinkauf) die Academia Platonica Septima Monasteriensis, welche sich nicht vornehmlich mit den Schriften Platons, sondern mit denen seiner Interpreten, der Platoniker, von der Antike bis in die Renaissance beschäftigt. Ziel der Akademie ist es, das Studium der Texte der Platoniker zu fördern.

## Schriften (Auswahl)
- Timaios Lokros, Über die Natur des Kosmos und der Seele, Leiden 1972.
- Die Weltentstehung des Platonischen Timaios nach den antiken Interpreten, 2 Bde., Leiden 1976/78. (= Philosophia antiqua, Bde. 30, 35).
- Dianoemata. Kleine Schriften zu Platon und zum Platonismus, Stuttgart 1999.
- Marius Victorinus. Zur Philosophie in seinen Schriften, Leipzig 2002.
- Der Platonismus in der Antike, 6 Bde., Stuttgart 1987–2002.